# Кишкуншаг (національний парк)
Національний парк «Мала Куманія», або Кишкуншаг (угор. Kiskunsági Nemzeti Park) — національний парк в південній частині Угорщини, в регіоні Південний Великий Альфельд на території медьє Бач-Кишкун.
Площа парку — 570 км². Парк заснований у 1975 р., оголошений ЮНЕСКО біосферним заповідником, який зберігає незаймані зразки степової екосистеми.
Найбільший місто поряд з парком — Кечкемет, там же розташоване і бюро, що організовує візити до заповідника.
Назву парк отримав по імені історичної області Мала Куманія у межиріччі Дунаю і Тиси, на території яких він розташований. Парк лежить в самому центрі Середньодунайської рівнини. Тут мало річок, клімат досить посушливий, багато пісковиків, заболочених і засолених лук. Пагорби практично відсутні.
Парк складається з 7 незв'язаних один з одним охоронюваних територій, розкиданих по всьому Кишкуншагу.
У парку мешкає популяція дрохви, велика кількість різноманітних водоплавних птахів. Солоні озера парку служать притулком перелітним птахам під час сезонних міграцій.

## Галерея

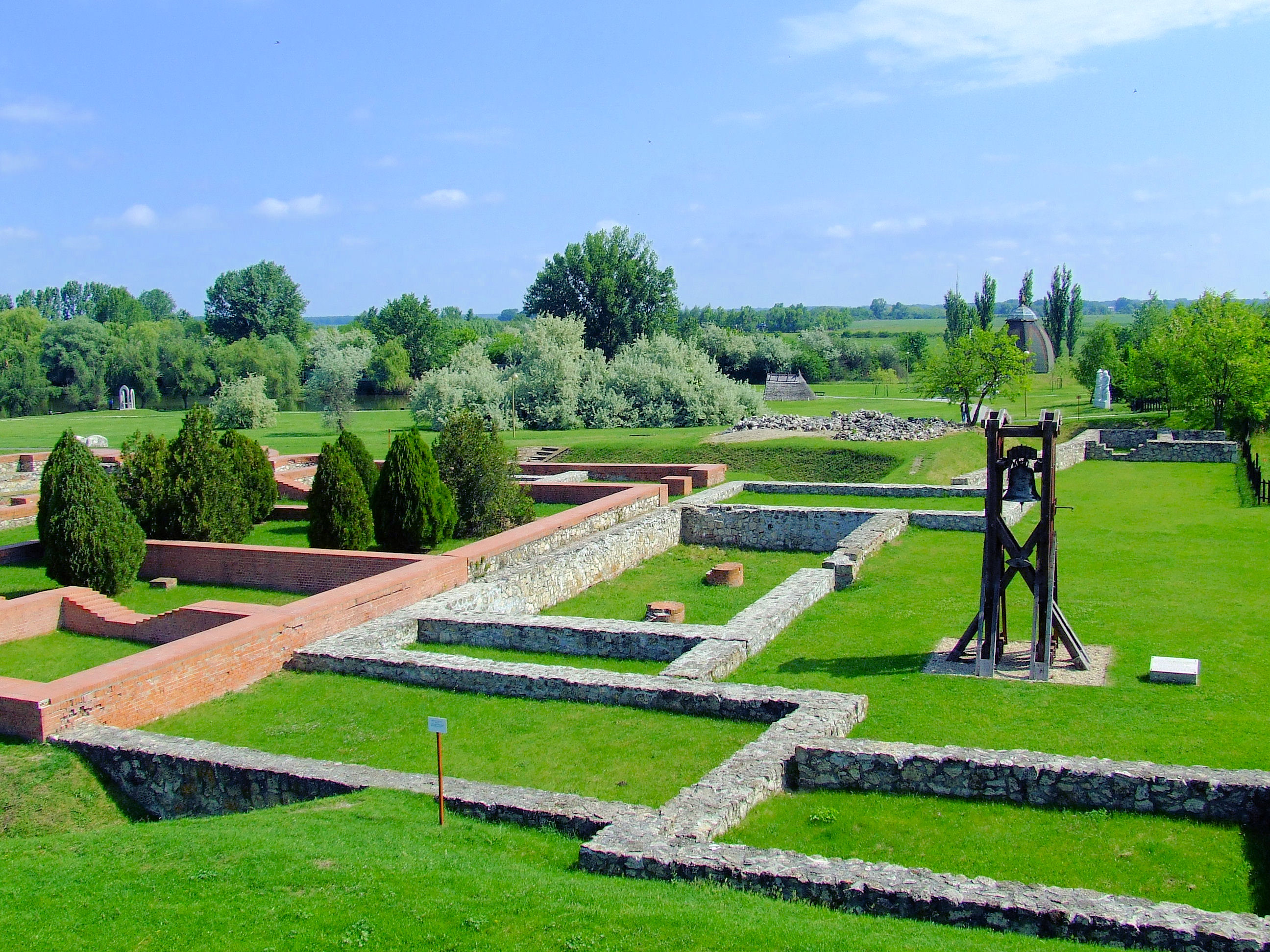
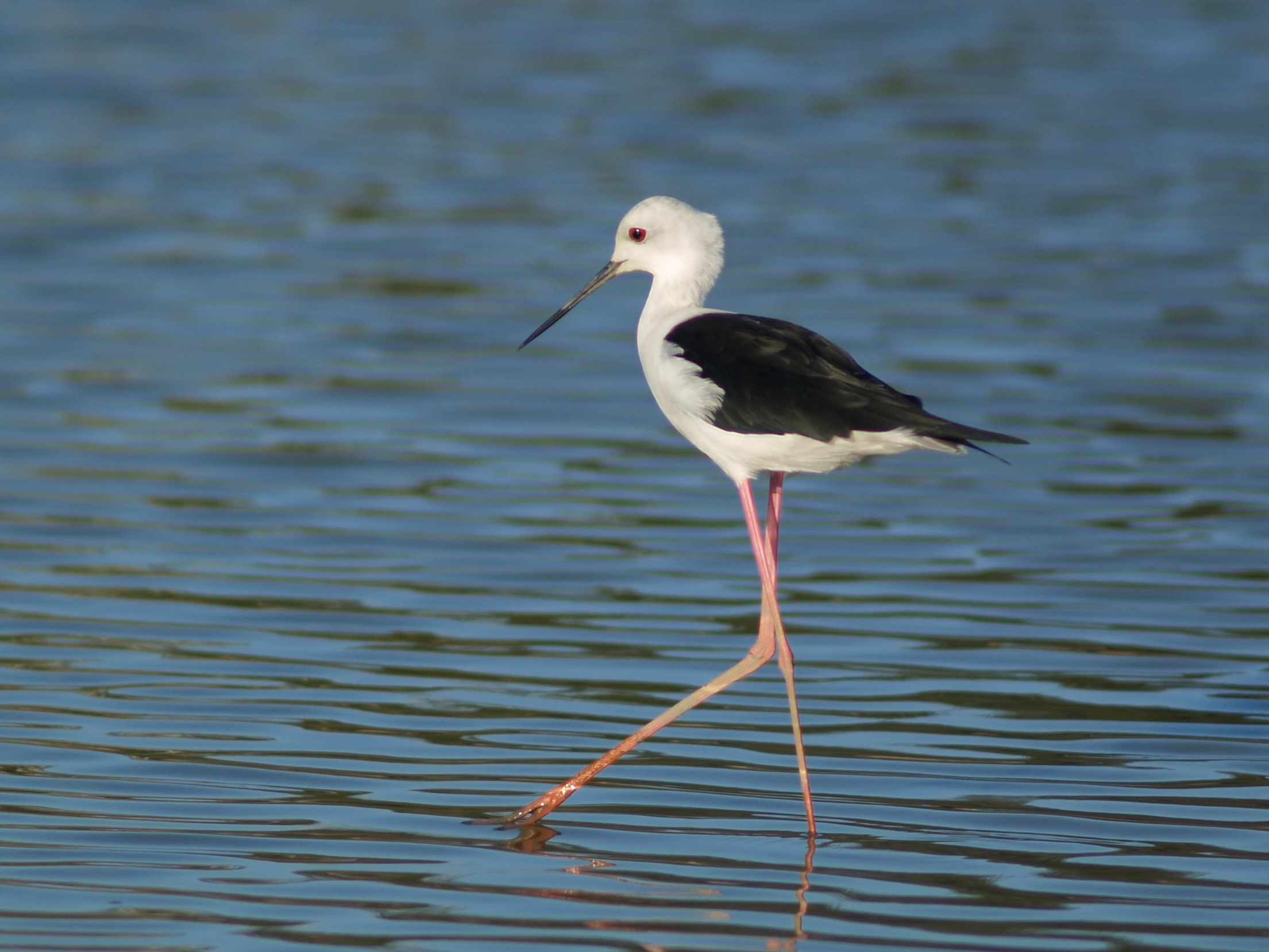
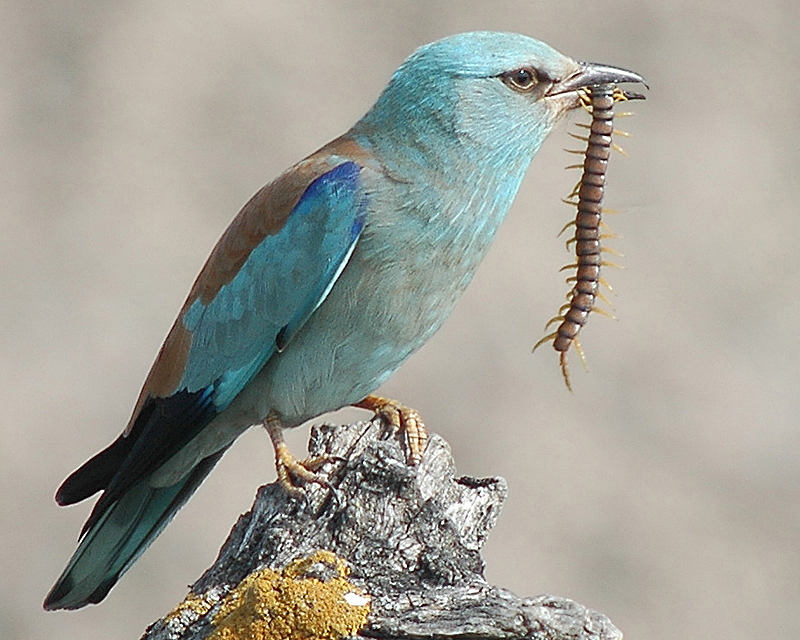
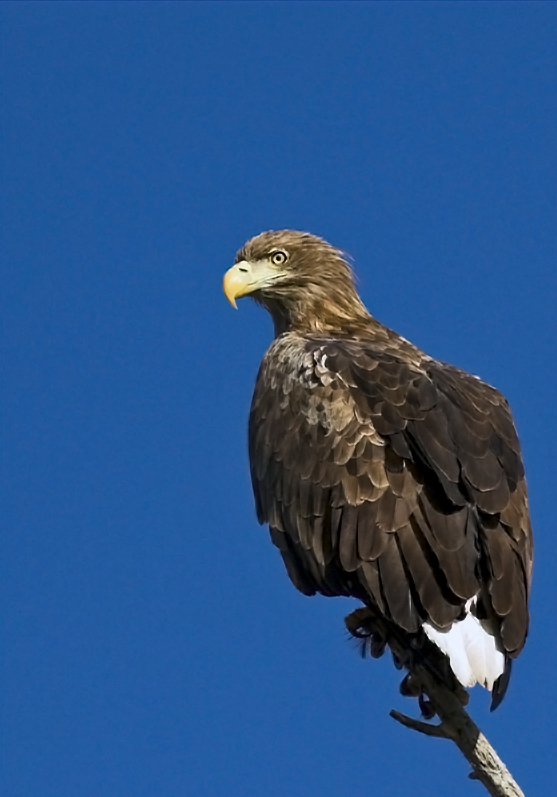

## Ресури Інтернету
- Путівник національними парками Угорщини [Архівовано 11 Жовтня 2020 у Wayback Machine.] (англ.)
- Офіційна сторінка парку [Архівовано 28 Вересня 2007 у Wayback Machine.] (угор.) (англ.)